# Nipissing District
Der Nipissing District ist ein Verwaltungsbezirk im Osten der kanadischen Provinz Ontario. Hauptort ist North Bay. Die Einwohnerzahl beträgt 83.150 (Stand: 2016), die Fläche 17.103,78 km², was einer Bevölkerungsdichte von 4,9 Einwohnern je km² entspricht. Der Bezirk wurde 1858 gegründet.
Laut Umfragen rechnen sich rund 20 % der Einwohner im Bezirk zur französisch sprechenden Minderheit der Franko-Ontarier. Obwohl Ontario offiziell nicht zweisprachig ist, sind nach dem „French Language Services Act“ die Behörden hier verpflichtet ihre Dienstleistungen auch in französischer Sprache anzubieten.
Mit dem 7725 km² großen Algonquin Provincial Park, der auch eine der National Historic Sites of Canada ist, liegt der drittgrößte der Provincial Parks in Ontario im Bezirk. Gleichzeitig umfasst das Biosphärenreservat Frontenac Arch auch Teile des Bezirks.
| Sudbury District              | Timiskaming District                        | Témiscamingue (Québec)                |
| Parry Sound District          | Kompassrose, die auf Nachbargemeinden zeigt | Témiscamingue (Québec) Renfrew County |
| Muskoka District Municipality | Haliburton County                           | Hastings County                       |

## Administrative Gliederung

### Städte und Gemeinden
| Ort              | Status   | Bevölkerung (2016) |
| ---------------- | -------- | ------------------ |
| Bonfield         | Township | 1.975              |
| Calvin           | Township | 516                |
| Chisholm         | Township | 1.291              |
| East Ferris      | Township | 4.750              |
| Mattawa          | Town     | 1.993              |
| Mattawan         | Township | 161                |
| North Bay        | City     | 51.553             |
| Papineau-Cameron | Township | 1.016              |
| South Algonquin  | Township | 1.096              |
| Temagami         | Town     | 802                |
| West Nipissing   | Town     | 14.364             |

### Gemeindefreie Gebiete
- Nipissing, Unorganized, North Part
- Nipissing, Unorganized, South Part

### Indianerreservationen
- Bear Island 1
- Nipissing 10